# Каравансарај
Каравансарај или караван-станица је место где су се налазила коначишта за учеснике каравана на њиховом дужем путу. Налазиле су се претежно у Азији, северној Африци и југоисточној Европи. Каравансараји знатно су потпомогли стварању Пута свиле.
Караванске ћелије смјештане су на местима која су обезбеђивала одмор и преноћиште поносника и товарних животиња, складишта за робу и заштиту учесника каравана. То су места која су се налазила дуж путних праваца. Заустављање каравана значило је могућност понуде смештаја за људе и робу, окрепе, замене товарних коња, али и размене робе (куповину и продају), па су бројне караванске ћелије временом прерастале у тргове.